# Marosvásárhelyi gettó
A marosvásárhelyi gettót Magyarország német megszállását követően állították fel a Sztójay-kormány rendeletére. A gettó rendeltetése volt a maros- és udvarhelyszéki zsidó közösség összegyűjtése. Május közepére összesen 7549 zsidó személyt deportáltak ide, akárcsak Bözödújfalu szombatos magyarjait is. A gettót két hét alatt, május 27. és június 8. között ürítették ki, a deportáltakat Kassa érintésével az auschwitzi koncentrációs táborba szállították, ahol nagy részük elpusztult.

## Előzmények
1944. március 19-én Magyarország német megszállás alá került. A német hatóságok követelésére Horthy kormányzó, egy, a németeknek megfelelő miniszterelnököt nevezett ki Sztójay Döme volt berlini nagykövet személyében, aki vállalta a „zsidókérdés” német mintájú megoldását. Április 21-én, egy kormányrendelet értelmében, kötelezővé tették a zsidók számára a sárga csillag viselését, majd a Magyarországra érkezett Adolf Eichmann SS-Obersturmbannführer támogatásával megkezdték a magyarországi zsidóság gettósításának és deportálásának előkészületeit.
A „zsidótalanítást” először – a közeledő Vörös Hadsereg miatt kritikus helyzetben lévő – Kárpátalján és Észak-Erdélyben kezdték meg. Endre László belügyi államtitkár egy kárpátaljai és észak-erdélyi szemleúton személyesen jelölte ki a jövendőbeli gettók helyeit, majd április 28-án, egy Marosvásárhelyen tartott értekezleten személyesen látta el utasításokkal az ott megjelent csendőri és adminisztrációs vezetőket, a végrehajtást illetően. Marosvásárhely polgármestere, Májay Ferenc már másnap megkezdte az utasítások végrehajtását.

## A gettósítás
A gettót egy tönkrement téglagyárban helyezték el a koronkai út mellett. A gyár hozzávetőlegesen 2000 m2 területre terjedt ki, beszakadt tetővel és cementpadlóval, az épület higiéniai körülményei pedig rendkívül rosszak voltak. A gettósítottak közül 2400 személyt el tudtak helyezni a téglaszárító színekben, de a maradék, majdnem 3000 fő a szabad ég alatt volt kénytelen lakni.
A gettóban összesen 7549 zsidót gyűjtöttek össze, ebből hozzávetőlegesen 5500-an magából a városból érkeztek, a többieket Maros-Torda vármegye nyugati részéből és Udvarhely vármegyéből gyűjtötték össze. Ide deportálták Bözödújfalu mintegy 200, szombatos felekezetű székely lakosát is, akikért Ráduly István római katolikus plébános próbált meg közbenjárni, a Degré Alajos igazságügyi államtitkártól kapott menlevelekre hivatkozva. Bocskor Lóránt csendőrtiszt közbenjárására azonban végül csak azokat a személyeket voltak hajlandóak elengedni, akik megtagadták hitüket. Erre csak hozzávetőlegesen egy tucat fő volt hajlandó, a többieket a zsidókkal együtt deportálták Auschwitzba.
A gettósítási folyamatban részt vevő rendőri és csendőri egységek Papp János csendőrezredes, a X. marosvásárhelyi csendőrkerület parancsnokának és helyettesének, Zalántay Jánosnak a parancsnoksága alatt álltak. A gettó parancsnokává Bedő Géza rendőrkapitányt nevezték ki, helyettese Liptay Lajos volt. Fontos szerepet töltött be még a zsidóság gettóba tömörítésében Jóos Andor maros-tordai és Gálffy Dezső udvarhelyi főispán is.
A helyi katonai-államigazgatási hatóságok keménysége ellenére Paksy-Kiss Tibor, a kolozsvári csendőrkerület parancsnoka, sok kívánnivalót látott ténykedésükben, ezért segítségül egy különleges csendőregységet bocsátott rendelkezésükre. A gettósításban a helyi honvéd egységek is részt vettek, Körmendy Géza ezredes és Kozma István altábornagy parancsnoksága alatt. A reguláris katonák részvétele a zsidók összegyűjtésében különleges eset volt, maga Kozma István úgy nyilatkozott, hogy személyesen Endre László utasítására vesz részt a folyamatban. A magyar katonai-államigazgatási szervek segítségére egy helyi Gestapo-tiszt, Schröder őrnagy nyújtott logisztikai támogatást.
A Marosvásárhelyen összegyűjtött zsidókat három rendbeli transzporttal szállították el Auschwitzba. Az első csoportot május 27-én vagonírozták be, június 8-án az utolsó vonat is elindult rendeltetési célja fele.

## Számonkérés a háború után
A második világháborút követően, az 1946 márciusa és júniusa között funkcionáló kolozsvári népbíróság több személyt is vád alá helyezett az észak-erdélyi zsidók gettósítása és deportálása miatt. A perben összesen 193 fő ellen nyújtottak be vádindítványt, de csak 51 fő ellen jelenlétében. A marosvásárhelyi gettóhoz kapcsolódóan, az 1946. május 22. – május 31. között lezajlott ún. észak-erdélyi gettóperben hozott ítéletével a bíróság távollétében halálra ítélte Papp János és Zalántay János csendőrtiszteket. Szinte halálra ítélték Bedő Gézát és még három csendőrtisztet, valamint Schröder Gestapo-őrnagyot. Életfogytiglani kényszermunkára ítélték – szintén távollétében – Kozma Istvánt és Körmendy Gézát, 25 év kényszermunkára Jóos Andort, 12 év kényszermunkára Gálffy Dezsőt és Hennel Ferenc vásárhelyi főjegyzőt. Ezenkívül 10 évre ítélték – jelenlétükben – Májay Ferenc korábbi polgármestert és Lax József marosvásárhelyi zsidó kereskedőt is, az utóbbi – a vád szerint – a gettóban besúgóként tevékenykedett a rendőrség szolgálatában.